# Brady (Nebraska)
Brady – wieś w Stanach Zjednoczonych, w stanie Nebraska, w hrabstwie Lincoln.